# Clive Owen
Clive Owen (Coventry, 3 oktober 1964) is een Engels acteur. Hij werd in 2005 genomineerd voor een Academy Award voor zijn bijrol in de romantische dramafilm Closer. Hij won meer dan vijftien andere acteerprijzen daadwerkelijk, waaronder zowel een Golden Globe, een BAFTA Award als een National Board of Review Award (alle voor Closer).
Owens vader verliet de familie toen hij drie was. Hij werd opgevoed door zijn moeder en stiefvader. Owen wilde van kinds af aan acteur worden. Hij stopte niettemin met acteerlessen in 1984 omdat hij maar geen werk kon krijgen. In 1987 kreeg hij een rol in een toneelstuk. Hier ontmoette hij Sarah-Jane Fenton, met wie hij in 1995 trouwde. Samen kregen ze twee dochters, Hannah en Eve. Sinds 1988 speelt Owen tevens in films.
Owen was een kandidaat om de nieuwe James Bond te worden, maar Daniel Craig werd uiteindelijk verkozen. Uiteindelijk nam hij James Bond op de hak in de film The Pink Panther als 006.

## Filmografie
- Biblioteca Nacional de España: XX1260440
- Bibliothèque nationale de France: cb142131635 (data)
- Catàleg d'autoritats de noms i títols de Catalunya: 981058592197906706
- Gemeinsame Normdatei: 13963021X
- International Standard Name Identifier: 0000 0001 1020 6908
- Library of Congress Control Number: no95013284
- Nationale Bibliotheek van Letland: 000351403
- MusicBrainz: 0852677c-e676-46cf-b7f0-19eae3e9bd0a
- Nationale Bibliotheek van Tsjechië: xx0029180
- Nationale Bibliotheek van Israël: 987007520769305171
- Nationale Bibliotheek van Polen: a0000002868108
- Nederlandse Thesaurus van Auteursnamen: 235708976
- Système universitaire de documentation: 076926079
- Virtual International Authority File: 7599394
- WorldCat: E39PBJvhjFqdVKdvdWTk7Vfcyd